# Greg Garcia
Gregory Thomas Garcia (4 de abril de 1970) es un productor de televisión y guionista estadounidense. Fue creador y productor de la serie cómica, Yes, Dear y creador y productor ejecutivo del ganador del premio Emmy My Name Is Earl. También trabajó para las series Family Matters y como asesor en Family Guy. Sus últimas producciones fueron para la FOX con la serie Raising Hope y para la CBS con The Millers.

## Biografía
Garcia creció en Arlington, Virginia, asistió a Yorktown High School, y se graduó en Frostburg State University en Frostburg, Maryland, donde fue presidente de la fraternidad Sigma Alpha Epsilon (SAE). Ha colaborado en la Warner Bros escribiendo cursos de televisión, que le han abierto puertas en Hollywood como escritor.
Garcia trabajó en la consola para el show de Tony Kornheiser Show en WTEM radio. También fue interno y personaje recurrente en el sindicato de Don y Mike radio show.
Garcia tiene tres hijos con su esposa Kim.
Garcia ha sido incorrectamente catalogado como miembro de la cienciología, como muchos otros en el cast de Earl, sin embargo Gregory es católico.

## Filmografía
| Año       | Título                            | Rol                                               | Notas                                     |
| --------- | --------------------------------- | ------------------------------------------------- | ----------------------------------------- |
| 1995–1997 | Family Matters                    | Editor de la historia                             |                                           |
| 1997      | Built to Last                     | Cocreador/productor supervisor                    |                                           |
| 2000–01   | Family Guy                        | consultor de producción                           |                                           |
| 2000–06   | Yes, Dear                         | Cocreador/productor ejecutivo escribió 1 episodio | Escribió 1 episodio                       |
| 2005–09   | My Name Is Earl                   | Creador/productor ejecutivo                       | Dirigió 6 episodios, escribió 7 episodios |
| 2007      | The Stumps of Hollywood aka Fugly | Creador/productor ejecutivo                       | solo el piloto, no lo tomaron             |
| 2010–14   | Raising Hope                      | Creador/productor ejecutivo                       | Dirigió 5 episodios, escribió 8 episodios |
| 2013      | Super Clyde                       | Creador/productor ejecutivo                       | solo el piloto, no lo tomaron             |
| 2013–15   | The Millers                       | Creador/productor ejecutivo                       | tomado por CBS                            |

- Datos: Q34677